# Cussy-la-Colonne
Cussy-la-Colonne és un municipi francès, situat al departament de la Costa d'Or i a la regió de Borgonya - Franc Comtat. L'any 2007 tenia 53 habitants.

## Demografia

### Població
El 2007 la població de fet de Cussy-la-Colonne era de 53 persones. Hi havia 24 famílies, de les quals 8 eren unipersonals (8 dones vivint soles i 8 dones vivint soles), 8 parelles sense fills, 4 parelles amb fills i 4 famílies monoparentals amb fills.
La població ha evolucionat segons el següent gràfic:
Habitants censats

### Habitatges
El 2007 hi havia 29 habitatges, 22 eren l'habitatge principal de la família, 6 eren segones residències i 1 estava desocupat. Tots els 29 habitatges eren cases. Dels 22 habitatges principals, 18 estaven ocupats pels seus propietaris, 1 estava llogat i ocupat pels llogaters i 3 estaven cedits a títol gratuït; 2 tenien una cambra, 5 en tenien quatre i 15 en tenien cinc o més. 16 habitatges disposaven pel capbaix d'una plaça de pàrquing. A 10 habitatges hi havia un automòbil i a 10 n'hi havia dos o més.

### Piràmide de població
La piràmide de població per edats i sexe el 2009 era:
| Homes | Edats   | Dones |
| ----- | ------- | ----- |
| 0     | 95 o +  | 0     |
| 0     | 90 a 94 | 0     |
| 0     | 85 a 89 | 0     |
| 0     | 80 a 84 | 0     |
| 0     | 75 a 79 | 0     |
| 0     | 70 a 74 | 4     |
| 4     | 65 a 69 | 0     |
| 4     | 60 a 64 | 4     |
| 0     | 55 a 59 | 4     |
| 0     | 50 a 54 | 0     |
| 0     | 45 a 49 | 0     |
| 0     | 40 a 44 | 0     |
| 8     | 35 a 39 | 4     |
| 0     | 30 a 34 | 4     |
| 0     | 25 a 29 | 0     |
| 0     | 20 a 24 | 0     |
| 0     | 15 a 19 | 0     |
| 0     | 10 a 14 | 0     |
| 0     | 5 a 9   | 4     |
| 0     | 0 a 4   | 0     |

## Economia
El 2007 la població en edat de treballar era de 29 persones, 24 eren actives i 5 eren inactives. Les 24 persones actives estaven ocupades(13 homes i 11 dones).. De les 5 persones inactives 2 estaven jubilades, 2 estaven estudiant i 1 estava classificada com a «altres inactius».
Activitats econòmiques
Dels 6 establiments que hi havia el 2007, 1 era d'una empresa extractiva, 1 d'una empresa de fabricació d'altres productes industrials, 1 d'una empresa d'hostatgeria i restauració, 1 d'una empresa d'informació i comunicació i 2 d'empreses de serveis.

## Poblacions més properes
El següent diagrama mostra les poblacions més properes.